# Wolfgang Wildgen
Wolfgang Wildgen (* 1. Januar 1944 in Fürth; † 4. Dezember 2024 in Bremen) war ein deutscher Sprachwissenschaftler und Hochschullehrer.

## Biografie
Wildgen wuchs in Niederbayern und Luxemburg auf. 1961 kehrte die Familie nach Deutschland zurück und Wildgen machte 1964 das Abitur in Regensburg. Er studierte nach dem Wehrdienst Germanistik, Romanistik und Allgemeine Sprachwissenschaft an der Universität München, der Universität zu Köln, der Universität Bonn, in Besançon und der Universität Regensburg. 1971 machte er das 1. Staatsexamen für das Höhere Lehramt in Deutsch und Französisch, 1975 promovierte er an der Universität Regensburg in den Fächern Allgemeine Sprachwissenschaft und Deutsche Sprachwissenschaft mit der Dissertation Differentielle Linguistik. Entwurf eines Modells zur Beschreibung und Messung semantischer und pragmatischer Variation.
1975/76 war er wissenschaftlicher Mitarbeiter (DFG) an der Universität Heidelberg, von 1977 bis 1979 DFG-Habilitand und 1979 bis 1981 wissenschaftlicher Mitarbeiter (DFG) an der Universität Regensburg, wo er sich 1981 in Allgemeiner Sprachwissenschaft habilitierte. Im selben Jahr erhielt er einen Ruf auf eine Professur für Linguistik mit dem Schwerpunkt Linguistik des Deutschen an der Universität Bremen, wo er bis zu seiner Emeritierung 2009 lehrte und forschte.
Am 4. Dezember 2024 starb Wildgen knapp einen Monat vor seinem 81. Geburtstag in Bremen.

### Forschung
In seiner Forschung beschäftigte sich Wildgen mit Semiotik, Soziolinguistik und Sprachkontaktforschung, kognitiver Linguistik, der Geschichte der Sprachwissenschaft und in den letzten Jahren vor allem auch dem Ursprung von Sprache und Kunst in der Evolution der Menschheit.

## Werke (Auswahl)
- Differentielle Linguistik. Entwurf eines Modells zur Beschreibung und Messung semantischer und pragmatischer Variation. Niemeyer, Tübingen 1977 (zugleich Dissertation Universität Regensburg 1975).
- Kommunikativer Stil und Sozialisation. Eine empirische Untersuchung. Niemeyer, Tübingen 1977.
- Verständigungsdynamik: Bausteine für ein dynamisches Sprachmodell. Habilitationsschrift, Universität Regensburg, 1979. http://elib.suub.uni-bremen.de/ip/docs/00010402.pdf
- Catastrophe Theoretic Semantics. An Elaboration and Application of René Thom’s Theory. Benjamins, Amsterdam 1982.
- Archetypensemantik. Grundlagen für eine dynamische Semantik auf der Basis der Katastrophentheorie. Narr, Tübingen 1985.
- (mit Johannes Bechert): Einführung in die Sprachkontaktforschung. Wissenschaftliche Buchgesellschaft, Darmstadt 1991, ISBN 978-3-534-03266-2.
- Process, Image, and Meaning. A Realistic Model of the Meanings of Sentences and Narrative Texts. Benjamins, Amsterdam 1994.
- Das kosmische Gedächtnis. Kosmologie, Semiotik und Gedächtnistheorie im Werke von Giordano Bruno (1548–1600). Lang, Frankfurt 1998.
- De la grammaire au discours. Une approche morphodynamique. Lang, Bern 1999.
- The Evolution of Human Language. Scenarios, Principles, and Cultural Dynamics. Reihe: Advances in Consciousness Research. Benjamins, Amsterdam 2004.
- Kognitive Grammatik. Klassische Paradigmen und neue Perspektiven. Walter de Gruyter, Berlin 2008.
- Die Sprachwissenschaft des 20. Jahrhunderts. Versuch einer Bilanz. Walter de Gruyter, Berlin 2010.
- Giordano Bruno. Neun Studien und Dialoge zu einem extremen Denker. LIT-Verlag, Münster 2011.
- Visuelle Semiotik. Die Entfaltung des Sichtbaren. Vom Höhlenbild bis zur modernen Stadt. transcript, Bielefeld 2013.